# Dorfkirche Pragsdorf

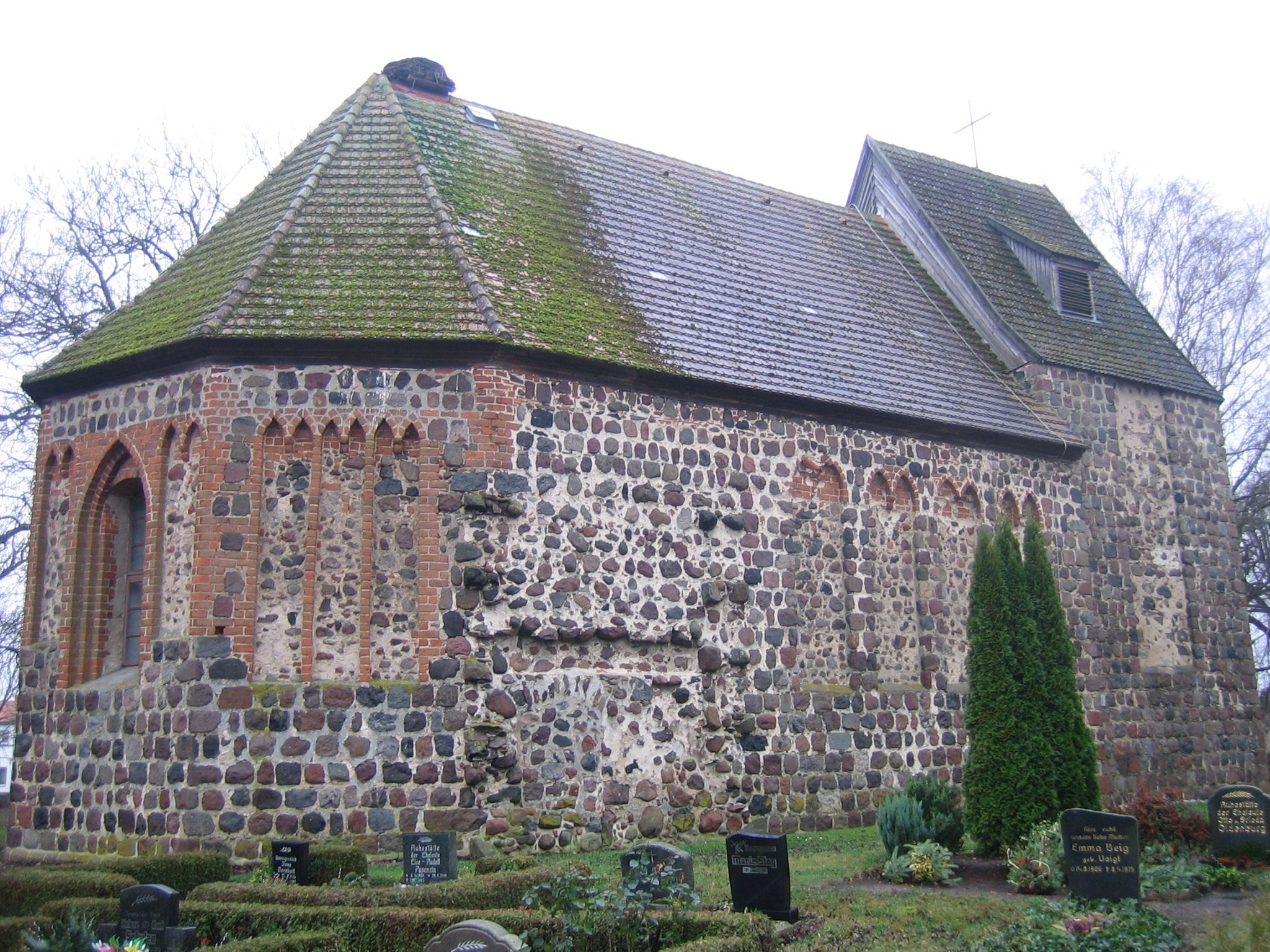
Dorfkirche Pragsdorf

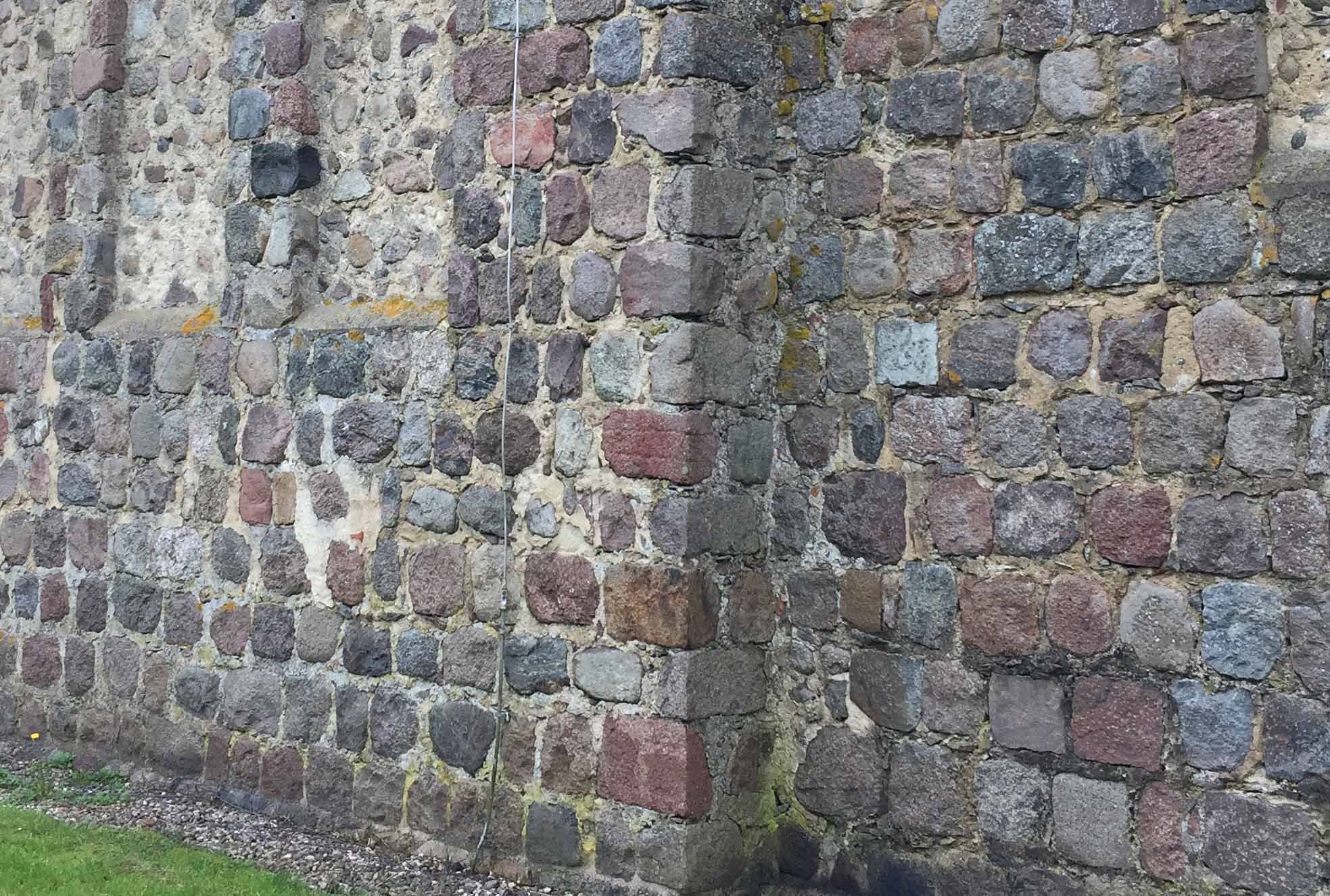
Mauerwerk mit Schachbrettstein (Bildmitte)

Die evangelische Dorfkirche Pragsdorf ist eine gotische Saalkirche in Pragsdorf im Landkreis Mecklenburgische Seenplatte in Mecklenburg-Vorpommern. Sie gehört zur Kirchengemeinde Alt Käbelich-Warlin in der Propstei Neustrelitz der Evangelisch-Lutherischen Landeskirche Mecklenburgs.

## Geschichte und Architektur
Die wehrhaft wirkende Feldsteinkirche vom Anfang des 14. Jahrhunderts mit vierseitigem Ostschluss und einem leicht eingezogenen, querrechteckigen Westturm ist am Ufer eines kleinen Sees gelegen. Der Turm erhielt im Jahr 1973 ein neues Satteldach, unter dem noch Teile des abgebrochenen Fachwerkturms von 1761 erhalten sind. An der Südseite und an drei Seiten des Polygons sind Fenster mit doppelt abgestuftem Backsteingewände angeordnet, die von schlanken spitzbogigen Zwillingsblenden gerahmt sind; an der fensterlosen Nordseite sind die Blenden ohne Backstein gestaltet, ähnliche Blenden sind am Turm vorbereitet. Am Westportal sind über Kämpfern aus Backstein noch Anfänge der Archivolten erhalten, die aus Feldstein mit dazwischen angeordneten Formsteinen gestaltet sind, ähnlich wie an der Kirche im Ortsteil Dahlen von Brunn (Mecklenburg).
An der Südseite ist ein vermauertes Feldsteinportal angeordnet, östlich davon ein zweites Portal mit reich profiliertem Backsteingewände und der ursprünglichen Tür mit Beschlägen und einem Schloss des 14. Jahrhunderts. Die Vorhalle mit einem Giebel mit Fialen ist aus Feldstein erbaut und stammt vermutlich aus dem 14. Jahrhundert. Das Innere der Kirche ist heute flachgedeckt, jedoch auf Wölbung vorbereitet, wie man an den Schildbögen erkennen kann.
Eine Restaurierung des Inneren wurde im Jahr 2004 vorgenommen.

## Ausstattung
Ein zweigeschossiger hölzerner Kanzelaltar mit flankierenden Säulen, geschnitzten Akanthuswangen und Schranken stammt von 1761. Aus dem 14. Jahrhundert ist die schmucklose Kuppa eines Taufsteins erhalten. Das Pastorengestühl stammt wie der Altar aus der Mitte des 18. Jahrhunderts, eine Glocke wurde um 1400 gegossen.
Ein silbervergoldeter Kelch wurde 1717 geschaffen. Eine Patene aus Zinn stammt aus dem 17. oder 18. Jahrhundert. Die Taufschale aus Messing ist auf das Jahr 1669 datiert. Ein Leuchterpaar aus Zinn stammt aus der ersten Hälfte des 18. Jahrhunderts.
Eine Orgel ist nicht vorhanden. Unter der Balkendecke ist ein Zierfries angebracht.